# Nấm Dẩn
Nấm Dẩn là một xã thuộc tỉnh Tuyên Quang, Việt Nam.

## Địa lý
Xã Nấm Dẩn có vị trí địa lý:
- Phía đông giáp xã Chế Là và xã Quảng Nguyên
- Phía tây giáp tỉnh Lào Cai
- Phía nam giáp xã Nà Chì
- Phía bắc giáp xã Bản Ngò và xã Chế Là.

Xã Nấm Dẩn có diện tích 38,94 km², dân số năm 2019 là 3.779 người, mật độ dân số đạt 97 người/km².

## Hành chính
Xã Nấm Dẩn được chia thành 12 thôn, bản: Thống Nhất, Lủng Mở, Nấm Dẩn, Nấm Chiến, Nấm Chanh, Ngam Lâm, Lủng Cháng, Nấm Chà, Đoàn Kết, Nấm Lu, Na Chăm, Tân Sơn.

## Lịch sử

### Tên gọi
Theo tên gọi địa phương được thể hiện trên các bản đồ, như bản đồ tỷ lệ 1:50.000 tờ F-48-29D, của Cục Đo đạc và Bản đồ (2004), thì địa danh có tên chính xác là Nậm Dẩn, nơi có dòng Nậm Dẩn bắt nguồn, chảy đến Cốc Pài đổ vào sông Chảy. Tuy nhiên, khi sử dụng cho địa danh hành chính cấp xã đã bị viết chệch sang thành Nấm Dẩn và tên này vẫn được sử dụng cho đến ngày nay.
Trước đây, Nấm Dẩn là một xã thuộc huyện Hoàng Su Phì.
Ngày 15 tháng 12 năm 1962, Hội đồng Chính phủ ban hành Quyết định 211/1962/QĐ-CP về việc chia xã Chế Là thành xã Chế Là và xã Nấm Dẩn.
Ngày 1 tháng 4 năm 1965, Hội đồng Chính phủ ban hành Quyết định số 49-CP về việc thành lập huyện Xín Mần trên cơ sở tách xã Nấm Dẩn thuộc huyện Hoàng Su Phì.

## Du lịch
- Bãi đá cổ Nậm Dẩn
- Đèo Gió: trên đường tỉnh 178 ở vùng ranh giới xã Nà Chì và Nậm Dẩn [5][6]